# Košarkarsko društvo Ilirija
Il K.D. Ilirija Lubiana è una società cestistica avente sede a Lubiana, in Slovenia. Fondata nel 1957, gioca nel campionato sloveno.
Disputa le partite interne nella Tivoli Hall, che ha una capacità di 5.600 spettatori.